# S4C
 (mai 2018).
Si vous disposez d'ouvrages ou d'articles de référence ou si vous connaissez des sites web de qualité traitant du thème abordé ici, merci de compléter l'article en donnant les références utiles à sa vérifiabilité et en les liant à la section « Notes et références ».
S4C (en gallois : Sianel Pedwar Cymru) est une chaîne de télévision généraliste régionale de service public galloise, créée le 1er novembre 1982. Basé au centre créatif et numérique de l'Université du Pays de Galles Trinity Saint David à Carmarthen, Yr Egin, avec des bureaux régionaux à Caernarfon et Cardiff, elle est la première chaîne de télévision à s'adresser spécifiquement à un public de langue galloise au Pays de Galles.
Historiquement, S4C est la cinquième chaîne de télévision créée au Royaume-Uni, après BBC One, ITV, BBC Two et Sky 1 (Channel 4 est lancée un jour plus tard dans le reste du Royaume-Uni).

## Historique
La chaîne est créée à l'initiative de Gwynfor Evans et d'autres personnalités et activistes politiques. En face du reniement de par le gouvernement britannique concernant la provision d'une chaîne de télévision galloise, Gwynfor Evans a tenu tête à Margaret Thatcher et, en 1982, a menacé d'entamer une grève de la faim illimitée. Il annonça cette décision peu de temps après la mort de Bobby Sands et de ses neuf compagnons irlandais au terme d'une grève de la faim que la « Dame de fer » avait laissé s'achever sur un dénouement fatal. Grâce à sa détermination, la chaîne de télévision S4C a été créée.

## Identité visuelle (logo)

Lgo de S4C du 1er novembre 1982 à 1988.
Logo de S4C de 1988 au 6 mars 1995.
Logo de S4C du 7 mars 1995 au 17 janvier 2007.
Logo de S4C du 18 janvier 2007 au 9 avril 2014.
Logo de S4C depuis le 10 avril 2014.